# Oldham Athletic AFC
Az Oldham Athletic AFC az angliai Oldham városában székelő futballcsapat, mely jelenleg a Football League Two-ban szerepel.
A klubot 1895-ben Pine Villa FC néven alapították, mely a helyi manchesteri, illetve lancashire-i ligákban játszott. 1899-ben, mikor a rivális Oldham Country FC csapata fizetésképtelenné vált, a Pine Villa FC átköltözött a korábbi pályájukra, az Oldham Athletic Ground-ra (mai nevén Boundary Park-ba), és nevét Oldham Athleticre változtatta. Az első világháború kitörése előtti utolsó, 1914-15-ös szezonban másodikként végeztek az első osztályban, de az újraindulást követően 1923-ban kiestek. 
1990-ben Ligakupa-döntőt játszottak, majd 1991-ben megnyerték a másodosztályt, így 68 év után újra az angol élvonalban játszhattak. Az első évben sikerült a bennmaradás, így a következő szezonban induló Premier League alapító tagjai lehettek, de 1994-ben kiestek, annak ellenére hogy ugyanabban az évben FA-kupában elődöntőt játszhattak.
Az 1990-es évektől kezdődően általában gyenge teljesítményt nyújtott a klub, a rengeteg megforduló edző mellett az öregedő stadion problémáival is meg kellett küzdeniük. A 2003-2004-es szezonban a klub fizetésképtelenné vált, majd 2004 februárjában egy Amerikában élő brit üzletember, Simon Blitz vezette társulás megvásárolta a csapatot, és kft. formában üzemeltette tovább.

## Története

### Korai évek
A Pine Villa Football Club-ot 1895-ben alapították, majd 4 évvel később változtatta meg nevét Oldham Athletic Football Club-ra. Az egyesület azonnali hatállyal profi státuszt kapott, és mind a Lanchasire Combination, mind a Lanchashire League küzdelmeiben részt vett. A kezdeti sikerek hatására, az 1907-08-as szezonra felvételt nyert a csapat a Football League másodosztályába. Itt három szezont töltöttek el, majd feljutottak az élvonalba.
Pár éven belül az egyik legnagyobb bajnoki esélyessé vált a csapat, az 1912-13-as szezont a negyedik helyen zárták, és az FA-kupa döntőjében mindössze 1-0-s vereséget szenvedtek az Aston Villa gárdájától. Az 1914-15-ös szezonban az FA-kupában a negyeddöntőkig meneteltek, ahol a Sheffield United újrajátszás után ejtette ki őket, a bajnokságot pedig mindössze egyetlen ponttal bukták el az Everton együttesével szemben.

### A két világháború közti időszak
Az első világháború után az Oldhamnek nem sikerült fenntartani a korábban jellemző jó formát, és 1923-ban kiestek az élvonalból, ekkor még nem tudták hogy egy 68 éves első-osztályú futball nélküli időszak vette ekkor kezdetét.
A csapat sok korábbi meghatározó játékosa visszavonul a háború alatt, vagy áldozatul esett. Legközelebb a feljutáshoz az 1929-30-as szezonban jártak, ekkor harmadikként végeztek, és mindössze két ponttal maradtak el a már feljutást jelentő második pozícióról, melyet a Chelsea foglalt el. 1930-tól kezdve, lassan de biztosan elkezdtek hátrafelé csúszni a tabellán, majd 1935-ben a 21. helyen zárva kiestek a másodosztályból, és a következő szezont északi harmadosztályban kezdhették. A zuhanás ebben az osztályban már nem folytatódott, az első szezonjukban 7. helyen végeztek, majd a következő három évben mindig a legjobb öt közt szerepeltek. Azonban mikorra komoly esélyük lett volna a feljutásra, 1939-ben kitört a második világháború, és több mint egy fél évtizedre véget vetett a The Football League küzdelmeinek. A játékosok szerződését felbontották, így főképp vendégjátékosokra alapozott kerettel vettek részt a háború alatti északi-liga küzdelmeiben 1946. augusztusáig.

### A világháború utáni évtizedek
A második világháború után hasonlóan az elsőhöz időbe került míg formába lendült a csapat. Első szezonjukat a csalódáskeltő 19. helyen zárták, Frank Womack vezetőedző ennek hatására lemondott. Billy Wooton irányításával 1949-ben a 6. helyen zártak, de az igazi fellendülést George Hardwick játékos-edző 1950—es kinevezése hozta meg.
Hardwickot 15,000 fontért igazolták a Middlesbrough csapatától, ekkoriban ez az összeg, főleg egy harmadosztályú csapat esetében kiemelkedőnek számított. A szurkolókat, és az egész várost feltüzelte a két évvel korábban még az angol válogatott kapitányaként szereplő játékos érkezése. Hardwick első évében, a bajnokságot sokáig vezetve, végül a 4. helyen zártak. A hazai meccseken igen magas volt a kilátogató szurkolók száma, a rivális Stockport County elleni 1-0-s diadalt 33,450-en tekintették meg a helyszínen 1952. márciusában. Korábban, egy januári Chester City elleni mérkőzésen a csapat új klubrekordot állított fel szerzett gólok tekintetében, miután 11-2-re diadalmaskodott az ellenfél felett. Eric Gemmel hét gólt szerzett a mérkőzésen, ez mind a mai napig a legtöbb gól melyet játékos valaha egy mérkőzésen szerzett az Oldham színeiben. A következő évben az Oldham bajnok lett, így feljutott a másodosztályba. Az öregedő keretnek, és a kevés játékosvásárlásra fordítható pénznek köszönhetően azonban a következő szezon komoly csalódást jelentett a szurkolóknak, mindössze 8 megnyert mérkőzéssel az Oldham utolsó helyen végzett az 1953-1954-es másodosztályban. 
A kiesést követő első szezont a 10. helyen zárták az északi harmadosztályban
1955-ben Hardwick lemondott, az ezt követő 5 évben csak szenvedett az alakulat, háromszor is az első 20 helyezésen kívül végeztek. 1957-58-as 15. helyezésével az Oldham alapító tagjává vált az újonnan alakult negyedosztálynak. Első szezonjukat a 21. helyen zárták a 24 csapatos mezőnyben, az utolsó négy csapat egyikeként pedig kérvényezniük kellett újraválasztásukat a liga csapatai közé, melyet a szövetség végül megtett. A következő szezont még ennél is hátrébb, a 23. helyen zárták, csak a Hartlepool United együttesét tudták megelőzni, ez a klub történetének legrosszabb szereplése volt a ligában. Ismét újraválasztásukat kellett kezdeményezniük, amely ismét sikerrel zárult. Érdekesség hogy a 22. helyen végzett Gateshead gárdáját nem választották meg újból tagnak, helyettük a Peterborough United gárdája szerepelhetett a negyedosztályban a következő szezontól.
Az 1960-as évek elején vált meghatározó játékossá az Oldhamben Ken Bates. Részben neki, részben az új edzőnek, Jack Rowleynak köszönhetően a csapattal nagyot fordult a világ, és az 1962-63-as szezont másodikként zárva feljutottak a harmadosztályba, de Rowley elhagyta a klubot. Az ezt követő hat szezonban sem a csapat formáját, sem az edzői tisztséget betöltő személyt nem sikerült állandósítani, Les McDowall, Gordon Hurst, és Jimmy Mcllroy is töltöttek el időt a csapat élén. 1968-ban ismét Jack Rowleyt nevezték ki a csapat élére, de a kiegyensúlyozatlan teljesítményen ő sem tudott változtatni, így az év végén ligautolsóként búcsúztak a harmadik vonaltól. Az 1969-70-es szezon közepén Jack Rowley és Bates is elhagyta a csapatot, Jimmy Frizzell ült le az edzői székbe, aki 13 szezont töltött el az Oldham élén.

### A Frizzell és Royle érák
Jimmy Frizzell, korábbi skót védő az 1969-70-es szezonban lett az Oldham Athletic vezetőedzője. Első teljes szezonjában harmadik helyen végzett az együttessel, így újra feljutott a harmadosztályba. Itteni első szezonjukat a 11. pozícióban zárták, majd az 1972-73-as idényben negyedikként zártak, 7 ponttal lemaradva a bajnok, feljutó Bolton Wanderers mögött. A következő évben az Oldham megnyerte a bajnokságot, így 21 év után visszatérhetett a másodosztályba. Ez a kaland azonban sikeresebben zárult mint a 21 évvel ezelőtti, Frizzell regnálása alatt a csapat végig megőrizte másodosztályú tagságát, az FA-kupában, és a ligakupában azonban nem értek el nagy sikereket.
1982 júniusában a klub Joe Roylet nevezte ki a csapat élére, és egy új korszak vette kezdetét. Irányítása alatt előbb a 7. majd a 19. helyen végzett a gárda, majd az 1986-87-es évadban mindössze 3 ponttal maradt le a biztos feljutást eredményező második helyről, melyet a Portsmouth csapata szerzett meg. Így is részt vehetett a rájátszásban, de nem sikerült kiharcolnia a feljutást.
Royle irányítása alatt 1990-ben ligakupa döntőt játszott a csapat a Wembley Stadionban, a Nottingham Forest elleni mérkőzésen 1-0-s vereséget szenvedett az Oldham. A következő évben nem sikerült megismételni a jó kupaszereplést, cserébe azonban a bajnokságot megnyerve 68 év után újból élvonalbeli klubbá vált az egyesület. Első évüket a 17. helyen zárták a 22 csapatos bajnokságban, így alapító tagjai lehettek az 1992-93-as szezonban a Premier League-nek. További két idényt töltöttek el az élvonalban, majd kiestek, és a következő esztendőben véget ért a Royle-éra, miután az Royle az Everton edzője lett.
Ebben az időszakban az Oldham kétszer is elérte az FA-kupa elődöntőjét, mindkét alkalommal újrajátszást követően szenvedtek vereséget a Manchester United-től. 1994-ben mindössze egy perc választotta el a csapatot a döntőbe jutástól, de Mark Hughes utolsó percben esett egyenlítő találata után 1-1-re végződött a Wembley-ben megrendezett találkozó, az újrajátszásban pedig 4-1-es vereséget szenvedett az Oldham a Maine Road-on. Sok Oldham szurkoló tekint Mark Hughes egyenlítő találatára úgy mint egy olyan csapásra melyen sosem tudta magát túltenni a csapat. Az Oldham ezt követően hétből egyetlen meccsét sem volt képes megnyerni a bajnokságban, így az utolsó fordulóban egy Norwich City elleni 1-1-et követően búcsúzott az élvonaltól.
Az kései 80-as és a korai 90-es évek Oldhamjében számos, később nagyobb kluboknál is szerencsét próbáló játékos megfordult. Mike Milligan, az Oldham saját nevelésű ír középpályását 1990-ben egymillió fontért vásárolta meg az Everton, azonban egy évvel később, egy sikertelen szezont követően visszatért a Boundary Parkba. Ugyanekkor adta el az Oldham 625000 fontért cserébe a szintén ír Denis Irwint a Manchester United csapatának. A Cork-i születésű védő az ezt követő 12 évben jelentős hazai és nemzetközi sikereket ért el a vörös ördögök színeiben. Early Barrett, aki szintén védőként játszott kulcsszerepet az Oldham kupameneteléseiben, és feljutásában, 1992 februárjában lett az Aston Villa játékosa, 1,7 millió fontért cserébe. Ebben az időben ő volt a szigetország egyik legdrágább védője, és később ligakupát nyert a birminghami gárdával, majd több mint 200 élvonalbeli bajnokival a háta mögött, 2000-ben visszavonult.

### Közelmúlt
John Royle távozása után 1994 novemberében Graeme Sharp vette át a csapat irányítását mint játékos-edző, azonban nem sikerült elérni a feljutást, a következő szezonban pedig a kiesés szélére került a gárda. 1997-ben azonban már semmi nem mentette meg a csapatot, nem sokkal azután hogy Neil Warnock–ot nevezték ki a csapat élére, az Oldham kiesett a Division One-ból. Az Oldham az egyik legnagyobb múltú csapat volt az 1997-98-as szezon harmadosztályában, Warnock pedig az ezt megelőző 11 évben különböző csapatokkal ötször is sikeresen harcolta ki a feljutást. Mindennél fogva, a legtöbben azonnali feljutásra számítottak, a csapat azonban a csalódáskeltő 13. helyen zárta a bajnokságot, Warnock lemondott, helyét a veterán csatár, Andy Rithcie játékos-edző vette át. Mivel nem sikerült kiharcolni a feljutást, 2001 októberében menesztették, Mick Wadsworth követte az edzői székben.
2001-ben Chris Moore, oxfordi üzletember felvásárolta az Oldham Athleticet, azzal a nem titkolt szándékkal hogy öt éven belül visszavezeti őket a Premier League-be. 2002 nyarán Wadsworth távozott, a csapat élére Iain Dowie állt, akinek sikerült egy ütőképes alakulatot faragnia a csapatból, az Oldham rájátszásba jutott, azonban ott elbukott. A szurkolókat azonban ennél sokkal jobban zavarta az a tény hogy Moore úgy döntött eladja a klubot, hatalmas adósságot, és egy gyenge keretet maga után hagyva, miután a csapat legjobb játékosait a piaci értékük töredékéért eladta. Egy darabig úgy tűnt hogy a klub megszűnhet, de végül jelentkezett egy új befektetői csoport.
A 2004-2005-ös évadban Simon Blitz, és két partnere Simon Corney valamint Danny Gazal megvásárolták az Oldham Athletic csapatát, megmentvén ezáltal a klubot az esetleges felszámolástól. Miközben a tulajdonosok igyekeztek visszafizetni a klub felhalmozódott adósságait, a csapat éveken keresztül szenvedett, a 2004-2005-ös idényben épphogy elkerülte a kiesést. A 2006-07-es szezonban már jobban teljesített a csapat, bejutott a rájátszásba, azonban az elődöntőben 5-2-es vereséget szenvedett összesítésben a Blackpool csapatától. Két szezon után 2009 márciusában azonnali hatállyal menesztették John Sheridan vezetőedzőt, helyét ideiglenesen a korábban már a klubnál megfordult Joe Royle vette át. Év végén a klub állandó szerződést kínált Roylenak, de ő ezt elutasította, így 2009 áprilisában a klub bejelentett, hogy a következő évtől a Darlington FC edzője, Dave Penney lesz az Oldham menedzsere.
Dave Penneyt 2010. május 6-án menesztették, helyét ideiglenesen Martin Gray másodedző vette át a szezon utolsó mérkőzésére. 2010 júniusúban Paul Dickov-ot nevezték ki egy évre az Oldham játékos-edzőjének, majd később szerződését meghosszabbították.

## Fordítás
- Ez a szócikk részben vagy egészben  az   Oldham Athletic A.F.C című angol Wikipédia-szócikk fordításán alapul.  Az eredeti cikk szerkesztőit annak laptörténete sorolja fel. Ez a jelzés csupán a megfogalmazás eredetét és a szerzői jogokat jelzi, nem szolgál a cikkben szereplő információk forrásmegjelöléseként.